# Ministre des Dépenses publiques et de la Réforme (Irlande)
Le ministre des Dépenses publiques, des Infrastructures, des Services publics, des Réformes et du Numérique (en anglais : Minister for Public Expenditure, Infrastructure, Public Services, Reform and Digitalisation, en irlandais : An tAire Caiteachais Phoiblí, Bonneagair, Seirbhísí Poiblí, Athchóirithe agus Digiteachaithe) est le ministre chargé des dépenses publiques et de la réforme au sein du gouvernement de l'Irlande. Le département a été créé en mars 2011 prenant en charge certaines fonctions du ministère des Finances.

## Ministre actuel
L'actuel ministre des Dépenses publiques, des Infrastructures, des Services publics, des Réformes et du Numérique est Jack Chambers. Il est assisté de :
- Ossian Smyth, secrétaire d'État aux marchés publics, au Gouvernement ouvert et à l'Administration en ligne ;
- Patrick O'Donovan, secrétaire d'État aux Travaux publics[1].

Le département est responsable des dépenses publiques et de la réforme. Il a été créé en juillet 2011, reprenant certaines des fonctions du ministère des Finances.

## Ministres
| No. | Nom             | Mandat           | Mandat           | Parti | Parti        |
| --- | --------------- | ---------------- | ---------------- | ----- | ------------ |
| 1.  | Brendan Howlin  | 9 mars 2011      | 6 mai 2016       |       | Labour Party |
| 2.  | Paschal Donohoe | 6 mai 2016       | 27 juin 2020     |       | Fine Gael    |
| 3.  | Michael McGrath | 27 juin 2020     | 17 décembre 2022 |       | Fianna Fáil  |
| 4.  | Paschal Donohoe | 17 décembre 2022 | 23 janvier 2025  |       | Fine Gael    |
| 5.  | Jack Chambers   | 23 janvier 2025  | en cours         |       | Fianna Fáil  |